# Хански, Илкка
И́лкка А́улис Ха́нски (фин. Ilkka Aulis Hanski; 14 февраля 1953, Лемпяаля, Пирканмаа — 10 мая 2016, Хельсинки, Финляндия) — финский эколог, первый из европейских учёных, награждённый международной премией BBVA Foundation Frontiers of Knowledge Award в номинации «Экология и сохранение биологического разнообразия» (2015). Иностранный член Лондонского королевского общества (2005), Национальной академии наук США (2010).

## Биография
С 1971 по 1976 год учился Хельсинкском университете. Бакалаврская и магистерская диссертация касалась экологии мясных мух. В 1976 году поступил в аспирантуру Оксфордского университета. Диссертация Хански посвящена сукцессиям жуков-копрофагов тропических лесов Калимантана. Эта тема была ему предложена Чарльзом Элтоном. В 1979 году Хански получил степень доктора философии. В 1980 году начал работать в Хельсинкском университете. В 1981 году получил звание доцента университете и должность младшего научного сотрудника в  Финской академии наук. В 1983 году становится доцентом университета Оулу). До 1985 года Хански исследует сообщества жуков, шмелей и дафний. В 1980-х годах он начинает исследование популяционной динамики мелких млекопитающих. В 1987—1990 годах проводит совместно с сотрудниками Института Северцова исследования на Енисейской экологической станции. В 1988 году Хански назначен на должность профессора Хельсинкского университета. В 1991 году он создаёт при университете Исследовательский центр по изучению метапопуляций. В 1991 году проводит исследования динамики метапопуляции шашечницы опоясанной на Аландских островах. Результаты этих исследований легли в основу дополнения концепции метапопуляций, предложенной Ричардом Левинсом. В 1993 году Хански получает звание профессора зоологии Хельсинкского университета, а в 1996 году профессором-исследователем Финской академии наук. 
Был женат, имел троих детей.
Умер 10 мая 2016 года после продолжительной болезни.

## Награды
- Премия Бальцана (2000)[4]
- Marsh Ecology Award (2005)[8]
- Европейская премия Лациса (2010)
- Премия Крафорда (2011)[4]
- Kempe Award for Distinguished Ecologists[англ.] (2011)
- BBVA Foundation Frontiers of Knowledge Award в номинации «Экология и сохранение биологического разнообразия» (2015)[4]